# Лиса (Олт)
Лиса (рум. Lisa) насеље је у Румунији у округу Олт у општини Скиту. Oпштина се налази на надморској висини од 170 m.

## Становништво
Према подацима из 2002. године у насељу је живело 495 становника, од којих су сви румунске националности.